# Jeruksawit
Jeruksawit is een bestuurslaag in het regentschap Karanganyar van de provincie Midden-Java, Indonesië. Jeruksawit telt 4920 inwoners (volkstelling 2010).